# ジョージ・ビーチャム
ジョージ・デルメティア・ビーチャム（George Delmetia Beauchamp、1899年3月18日 - 1941年3月30日）は、アメリカ合衆国の電気楽器の発明家で、ナショナル・ストリング・インストゥルメンツ・コーポレーションおよびロー・パット・イン・コーポレーション（Ro-Pat-In Corporation、リッケンバッカーの前身）の共同創設者。

## 生涯
テキサス州コールマン郡に生まれたビーチャムは、ヴォードヴィルでヴァイオリンやラップスティール・ギターを演奏していた時期を経て、カリフォルニア州ロサンゼルスに定住した。ビーチャムは1920年代を通して、電気増幅するラップスティール・ギター、エレクトリック・ギター、エレクトリックベース、エレクトリック・ヴァイオリン、楽器用アンプなどを新たに発明すべく、試行錯誤を重ねていた。
1931年、ビーチャムは電気式弦楽器の製造販売をすべく、ポール・バース（Paul Barth）、アドルフ・リッケンバッカー（Adolph Rickenbacker）とともにロー・パット・イン・コーポレーションを設立した。
1937年、ビーチャムとリッケンバッカーは、エレクトリック・ギターの合衆国特許を取得した。
ビーチャムは1941年にロサンゼルス沖で海釣りをしている最中に心筋梗塞で亡くなった。後には、妻と2人の子どもが残された。

## 発明
- 1929年：シングルコーンのリゾネーター・ギターを特許申請：特許 #1,808,756
- 1934年：電気増幅するラップスティール・ギター（通称 the frying pan）を特許申請：特許 #2,089,171
- 1936年： エレクトリック・ギター（通称  the electro Spanish guitar）（ホロウボディギター）を特許申請
- 1936年： エレクトリック・ヴァイオリン（通称  the electro violin）を特許申請

1934年にロー・パット・イン・コーポレーションから社名を変更したエレクトロ・ストリング・インストゥルメント・コーポレーション（the Electro String Instrument Corporation）のカタログには、様々な電気式楽器が掲載されている。リッケンバッカーのロー・パット・イン・コーポレーションは、1932年からラップスティール・ギターを販売していた。エレクトリック・ギターもおそらく同年には販売されていたものと推測されるが、エレクトリック・ギターが掲載されている初期のカタログには、発行の日付が明記されていない。